# Jules Bouyer
Pour les articles homonymes, voir Bouyer (homonymie).
Jules Bouyer, né le 22 juillet 2002 à Annecy, est un plongeur français.

## Biographie

### Carrière sportive
Il commence le plongeon dès le plus jeune âge. Son potentiel est détecté par son entraîneur, Frédéric PAROT, au club de Lyon Plongeon Club, qui lui permet d'intégrer l'INSEP.
Jules Bouyer termine 11e de l'épreuve de tremplin à 3 m aux Jeux olympiques de la jeunesse de 2018 à Buenos Aires.
Lors des Jeux européens de 2023, il est médaillé d'argent du tremplin à 3 m et médaillé de bronze du tremplin synchronisé à 3 m avec Alexis Jandard,.
Le 15 juillet 2023, aux championnats du monde de natation à Fukuoka au Japon, il est médaillé de bronze du tremplin synchronisé à 3 m avec Alexis Jandard.
Après une blessure à l'épaule, Jules Bouyer participe aux championnats du monde du plongeon à Doha au Qatar. Il termine 5e au tremplin à 3 m, ce qui lui permet d'être qualifié en individuel pour les Jeux olympiques de Paris 2024.
Aux Jeux olympiques de Paris 2024, après avoir échoué en duo de l'épreuve synchronisée avec Alexis Jandard, il se qualifie pour la finale des épreuves individuelle du 3 m,.

### Carrière professionnelle
En parallèle de sa carrière sportive, il est mannequin au sein de l'agence américaine Ford Models Paris.

## Palmarès

### 2023
- Jeux européens à Cracovie (  Pologne)
  -  Médaille de bronze par équipe mixte à 3 mètres (avec Alexis Jandard)
  -  Médaille d'argent au tremplin de 3 mètres

### Championnat du monde

#### 2023
- Championnats du monde de natation à Fukuoka ( Japon) :
  -  Médaille de bronze par équipe mixte à 3 mètres (avec Alexis Jandard)